# John Law (Soziologe)
John Law (* 16. Mai 1946) ist ein emeritierter britischer Professor für Soziologie, der im Bereich der sozialen Analyse von Wissenschaft, Technik und Macht forscht. Bekannt wurde Law als einer der Mitbegründer der Akteur-Netzwerk-Theorie (ANT) neben Madeleine Akrich, Bruno Latour und Michel Callon. Darüber hinaus hat er mit seiner Weiterentwicklung und Kritik an der Akteur-Netzwerk-Theorie den „Post-ANT“-Diskurs angestoßen.
John Law arbeitet zumeist empirisch innerhalb der Domäne der Science and Technology Studies (STS). Seine Forschung zeichnet sich durch interdisziplinäre Kooperationen aus.

## Akademischer Werdegang
Nach seinem Bachelorstudium in Ökonomie am University College Cardiff wurde Law an der Science Studies Unit der Universität Edinburgh mit dem Thema Specialties in Science: A Sociological Study of X-ray Protein Crystallography promoviert. Nach seinem Ph.D. in Manchester arbeitete er bis 1998 als Senior Lecturer für Soziologie und Anthropologie an der Universität Keele. Anschließend ging Law an die Universität Lancaster, an welcher er als Professor und Co-Leiter der Soziologischen Fakultät fungierte.
Von 2000 bis 2003 war John Law Direktor des Centre for Science Studies in Lancaster, eines interdisziplinären Forschungszentrums für Soziologie, Frauenforschung, Umwelt, Philosophie und Politik, Geschichte und Management. 2003 wechselte er als Professor an die Faculty of Arts & Social Sciences der Open University, die auf dem Supported Distance Learning, einer Art des Fernstudiums basiert. Law übernahm hier den Posten des Direktors am Centre for Research on Socio-Cultural Change (CRESC), einer Kooperation der Open University und der Universität Manchester. Neben seiner Direktorentätigkeit leitete er die Abteilung Social Life of Methods des CRESC.
2014 wurde John Law an der Open University emeritiert. Zwischen August 2014 und Februar 2015 war er Gastprofessor bei der Forschungsgruppe Technologies in Practice an der IT-Universität Kopenhagen. 2015–2016 nahm er als Fellow an der Forschungsgruppe Arctic Domestication in the era of the Anthropocene am Centre for Advanced Study of the Norwegian Academy of Science and Letters in Oslo teil.
Derzeit ist Law Visiting Professor an der Sámi University of Applied Sciences, einer Hochschule der indigenen Gruppe der Samen im norwegischen Kautokeino. Zudem ist er Honorarprofessor für Soziologie am Centre for Science Studies (CSS) und Centre for the Study of Environmental Change (CSEC) der Universität Lancaster.
Im Jahr 2015 erhielt John Law den John-Desmond-Bernal-Preis, der von der Society for Social Studies of Sciences für Leistungen auf dem Feld der Science and Technology Studies verliehen wird.

## Verortung Laws im Akteur-Netzwerk-Diskurs
Bekannt wurde John Law als einer der Vertreter der Akteur-Netzwerk-Theorie (ANT). John Law und Michel Callon verwendeten in den frühen 1980er Jahren zuerst den Begriff des „Akteur-Netzwerks“ für ihre Theoriebildung. Ihre Schriften werden heute als „Klassiker“ der Akteur-Netzwerk-Theorie gehandelt. Dabei bildete Law durch seine Promotion in Edinburgh und gemeinsame Publikationen (mit Barry Barnes im Sammelband von H.M. Collins) eine Schnittstelle zu klassischen angelsächsischen STS-Ansätzen wie dem Strong Programme.
Die ANT hat sich als eigenständige Position innerhalb der Soziologie zwischen technischem und sozialem Determinismus etabliert, Sie gewann über die Grenzen der soziologischen Wissenschaftsforschung hinaus an Bedeutung und wird als prominenteste Theorie innerhalb der Science and Technology Studies bezeichnet. Sie hat aber auch viel Kritik geerntet. So wird immer wieder hinterfragt, ob es sich um eine Theorie oder nur um eine Methode handle. Auch wird auf die enge Verwandtschaft mit den materialsemiotischen Ansätzen von Gilles Deleuze und dessen Rhizom-Begriff sowie mit Konzepten von Michel Foucault und Donna Haraway hingewiesen. Teils wird auch die schwere Verständlichkeit der Darlegungen Laws kritisiert.
Nach Law ist die zentrale Erkenntnis der Akteur-Netzwerk-Theorie, dass „das Soziale“ nur in Form strukturierter Netzwerke existiert, die aus heterogenen Materialien bestehen. Dabei umfassen diese Netzwerke nicht nur soziale Akteure, sondern ebenso materielle Dinge wie beispielsweise technische Artefakte oder diskursive Konzepte, Tiere, Texte oder Geld. Jeder Akteur kann als das Produkt anderer Akteure gedacht werden. Ein klassisches Beispiel hierfür ist Latours Studie zu Louis Pasteur, das teilweise auch von Law vom Französischen ins Englische übersetzt wurde. In dieser Studie vertritt Latour unter anderem die These, dass Pasteur zwar mit seinen (gezähmten) Mikroben der soziale Akteur ist, den man für seine historische Leistung der „Erfindung der Pasteurisierung“ feiert, dass er jedoch als Teil eines Akteur-Netzwerks zu begreifen ist. Die Hervorbringung seiner Erkenntnisse lassen sich nach Latour nur durch den Zusammenhang von sozialen und anderen Akteuren verstehen.
Nach Law gibt es aus einer analytischen Perspektive zwischen Personen und Objekten als heterogenen Teilnehmern an diesen Netzwerken keinen Wesensunterschied. So interagieren in der Arbeitswelt Arbeitsmittel, Arbeitsgegenstände und arbeitende Personen gleichermaßen miteinander. Genauso wie bei Objekten sei auch das, was wir als „Person“ gelten lassen, stets ein Effekt von Netzwerken, die aus miteinander interagierenden, heterogenen Materialien bestehen. Ein Teilnehmer des Netzwerks wird durch das Netzwerk also erst zum Akteur gemacht. Hierfür zieht Law das Beispiel heran, dass er ohne seinen Computer, seine Kollegen, sein Büro, seine Bücher kein Artikel schreibender, Vorlesungen haltender, „Wissen“ produzierender Soziologe mehr wäre, sondern eine andere Person. Auch der Computer ist als ein Akteur im Netzwerk zu betrachten, der durch seine spezifischen Beiträge (Visualisierung von Inhalten, Verbindung mit anderen Computern in anderen Netzwerken, spezifische Anforderungen an seine Interaktionspartner) genauso an der Hervorbringung des „Wissen“ produzierenden Soziologen teilhat wie John Law selbst. Würde der Computer ersetzt durch andere Akteure (Smartphones, Schreibmaschinen), entstünde eine andere Person.
Der Stoff des Sozialen umfasst nicht nur das Menschliche, sondern auch all diese anderen Materialien. Ohne die Heterogenität der sozialen Netzwerke gäbe es nach Law keine „Gesellschaft“. Die Aufgabe der Soziologie besteht nach Law zum einen in der Charakterisierung eben dieser Netzwerke und ihrer Heterogenität. Zum anderen soll die Soziologie die Art und Weise erforschen, wie diese Netzwerke so strukturiert sind, dass sie nicht nur Effekte wie Personen, sondern auch beispielsweise Wissen, Organisationen, Ungleichheit oder Macht erzeugen.

## Kritik
Kritisch kann die mangelnde Bereitschaft oder Fähigkeit der ANT angemerkt werden, zwischen sinnhaften parasozialen Handlungen und nicht-sozialen Handlungen zu unterscheiden, z. B. zwischen Verrichtungen an einem Leichnam, die der Totenfürsorge dienen, und einer Obduktion.

## „Post-ANT“
Die ANT war von Beginn an ein heterogener, sich dynamisch entwickelnder Forschungsansatz, der beständig von seinen Vertretern weiterentwickelt wurde. Die Tatsache, dass die ANT in den frühen 1990er Jahren eine gewisse theoretische und empirische Kohärenz erreicht und sich zu einem der dominierenden Science-and-Technology-Studies-Ansätze entwickelt hatte, löste auch eine kritische Auseinandersetzung mit ihren zentralen Grundannahmen aus. Vor dem Hintergrund dieser Debatten bildeten sich um die Jahrtausendwende herum die Konturen eines neuen Ansatzes heraus:
Mit seinem Sammelband Actor Network Theory and after, den Law im Jahr 1999 gemeinsam mit John Hassard publizierte, wurde eine „Post-ANT“-Diskussion eingeläutet, die auch als dritte Phase der Akteur-Netzwerk-Theorie bezeichnet wird. Die Vertreter der Post-ANT, zu deren wichtigsten neben Law Annemarie Mol gezählt wird, streben eine Neuausrichtung der ANT in Richtung einer radikal empirischen, performanzorientierten Forschung unter Bewahrung ihrer zentralen Annahmen an.
Die zentralen Annahmen der Post-ANT lassen sich durch die Begriffe Performanz, Multiplizität und Fluidität umreißen: Die Post-ANT-Vertreter gehen erstens davon aus, dass Realitäten (das können beispielsweise Netzwerke sein oder Körper oder auch Krankheiten) in Praktiken hergestellt werden (Performanz). Realität sei nicht durch Beobachtung zugänglich, sondern werde gemacht, aufgeführt, performt.
Es wird zweitens aufgezeigt, dass verschiedene Versionen von Netzwerken gleichzeitig bestehen können, dass es also multiple Realitäten gibt (Multiplizität). Annemarie Mol expliziert diese Annahmen der Post-ANT am Beispiel der Bearbeitung eines Objekts, das in einem Labor mit einem Skalpell zerschnitten wird, in einem anderen mit Ultraschall beschossen, und an einem anderen Ort auf die Waage gelegt wird. Als Teil dieser unterschiedlichen Netzwerkaktivitäten variiert die Wahrnehmung des besagten Objekts im jeweiligen Setting: Im einen Fall ist es ein fleischliches Objekt, im anderen ein Objekt, das dick und opak ist, im dritten Fall ist es besonders schwer. Die Vertreter der Post-ANT gehen davon aus, dass Fleischlichkeit, Undurchsichtigkeit oder Gewicht nicht verschiedene Attribute eines Objektes mit einer versteckten „wahren“ Essenz sind. Auch gehe es nicht darum, durch verschiedene Messinstrumente verschieden Aspekte einer einzigen Realität offenzulegen. Stattdessen handele es sich um verschiedene Versionen, verschiedene Realitäten des Objekts, die durch die Verwendung der verschiedenen Messelemente hervorgebracht werden.
Drittens seien Netzwerke ebenso fluide wie die Herstellungsprozesse, in denen sie gemacht werden. Der Blick der „traditionellen“ ANT sei zu sehr auf den Zustand nach bereits erfolgter Stabilisierung ausgelegt. Der Fokus der Forschenden soll nach Meinung der Post-ANT-Vertreter von bereits stabilisierten Netzwerken hin zum Herstellungsprozess von Netzwerken verschoben werden. Somit soll der Blick auf die flüchtigen Bereiche jenseits der bereits stabilisierten Netzwerke ausgeweitet werden (Fluidität). Die Vertreter der Post-ANT werfen der klassischen ANT also vor, singuläre und stabile Ordnungen und Netzwerke anzunehmen, die nach Ansicht der Post-ANT-Vertreter eher die Ausnahme als die Regel sind.
Dazu plädiert Law dafür, die herkömmlichen Methoden der qualitativen wie der quantitativen Sozialforschung zu erweitern und beteiligt sich an deren Weiterentwicklung. Latour hingegen widmete sich vermehrt modernisierungstheoretischen Gedanken und der Tendenz zur Auflösung des Unterschieds zwischen Natur und Gesellschaft, Callon konzentrierte sich auf die Anwendung der ANT auf wirtschaftssoziologische Studien.

## Weitere Forschungsinteressen
Law versteht sich als interdisziplinärer Denker und empirischer Forscher. Er arbeitete mit Forschenden aus der Anthropologie, der Soziologie, Philosophie, Ingenieurwissenschaften, Geographie und praktizierenden Medizinern gemeinsam an Projekten. Neben seiner Forschung zu komplexen sozialen und technischen Gefügen widmet er seine Aufmerksamkeit auch fluiden Entitäten wie Agape, Leidenschaft, Ästhetik, Spiritualität, Fraktalen, Unsichtbarkeiten und Asymmetrien, die nicht in gängige Vorstellungen von Netzwerken, Kalkulierbarkeit, Vernunft und Rationalität passen.
Die Kalkulierbarkeit, Vernunft und Rationalität, die als dominante Wissensform in westlichen Vorstellungen zu betrachten sind, werden in Laws Arbeiten zur Disposition gestellt. So versucht er beispielsweise die dominante rationale Betrachtungsweise der Welt, wie sie in der akademischen Welt gefragt ist, zu irritieren, indem er sie mit Denkmustern aus der Barockzeit konfrontiert.
Andere aktuelle Forschungsprojekte Laws drehen sich um die Frage des Zusammenspiels von Wissen und Macht. So beschäftigt er sich mit den Auswirkungen kolonialer Machtverhältnisse auf Wissensbestände und arbeitet an postkolonialen Wegen, Wissen zu erlangen. Dabei sucht er nach weniger „westlichen“ Denkweisen innerhalb der Science and Technology Studies. So stellt er in einem Artikel mit Wen-yuan Lin die Frage „Where is East Asia in STS?“.
Daneben interessiert ihn die Bestimmung des Verhältnisses von Natur und Kultur in einer Epoche, die er als antifundamentalistisch beschreibt. Dazu forscht er beispielsweise die Situation am norwegischen Fluss Deatnu, dessen schwindender Lachsbestand sich für die dort ansässigen Forschenden ganz anders gestaltet als für die dort fischende indigene Gruppe der Samen.
Law geht davon aus, dass die Weise, wie geforscht wird – also die Methoden die zur Forschung genutzt werden – dazu beitragen, unsere Wahrnehmung von „Realität“ herzustellen. Er widmet sich daher auch der Weiterentwicklung von Methoden der empirischen Forschung in den Sozialwissenschaften wie auch den Naturwissenschaften.

## Zentrale Werke

### Ins Deutsche übersetzte Werke
Im Band ANThology: ein einführendes Handbuch zur Akteur-Netzwerk-Theorie von Andréa Bellinger und David Krieger sind „die von der Wirkungsgeschichte betrachtet her wichtigsten Artikel“ (Bellinger, Krieger 2006) der bekanntesten Vertreterinnen der Akteurs-Netzwerk-Theorie ins Deutsche übersetzt:
- John Law: Technik und heterogenes Engineering: Der Fall der portugiesischen Expansion. Original: John Law (1987): Technology and Heterogeneous Engineering: the Case of the Portuguese Expansion, In: Wiebe Bijker, Thomas Hughes and Trevor Pinch (Hrsg.): The Social Construction of Technological Systems. M.I.T. Press, Cambridge 1987:S. 111–134.
- John Law und Michel Callon: Leben und Sterben eines Flugzeugs: Eine Netzwerkanalyse technischen Wandels. Original: Michel Callon and John Law: Engineering and Sociology in a Military Aircraft Project: A Network Analysis of Technical Change, In: Social Problems, Jahrgang 1988, Nr. 35: S. 284–297.
- John Law: Monster, Maschinen und soziotechnische Beziehungen. Original: John Law: Introduction: Monsters, Machines and Sociotechnical Relations, In: Helga Nowotny and Taschwer (Hrsg.): The Sociology of Science. Edward Elgar, London 1995.
- John Law: Notizen zur Akteur-Netzwerk-Theorie: Ordnung, Strategie, Heterogenität. Original: John Law: Notes on the Theory of the Actor-network: Ordering, Strategy and Heterogeneity, In: Warwick Organizational Behaviour Staff: Organizational Studies: Critical Perspectives, Vol 2: Objectivity and Its Other.Routledge, London 2000.

### Monografien
- John Law und Peter Lodge: Science for Social Scientists. Macmillan, London 1984.
- John Law: Organizing Modernity. Blackwell, Oxford/Cambridge 1994.
- John Law: Aircraft Stories: Decentering the Object in Technoscience. Duke University Press, Durham 2002.
- John Law: After Method: Mess in Social Science Research.Routledge, London 2004.

### Herausgeberschaften
- John Law, Michel Callon und Arie Rip: Mapping the Dynamics of Science and Technology, Sociology of Science in the Real World. Macmillan, London 1986.
- John Law: Power, Action and Belief: a New Sociology of Knowledge? Sociological Review Monograph Nr. 32, Routledge and Kegan Paul, London 1986.
- John Law und Gordon Fyfe: Picturing Power: Visual Depiction and Social Relations. Sociological Review Monograph Nr. 35, Routledge, London 1988.
- John Law: A Sociology of Monsters: Essays on Power, Technology and Domination. Sociological Review Monograph Nr. 38, Routledge, London 1991.
- John Law und Wiebe Bijker: Shaping Technology — Building Society: Studies in Sociotechnical Change. MIT Press, Cambridge 1992.
- John Law und John Hassard: Actor Network Theory and After. Sociological Review and Blackwell, Oxford 1999.
- John Law und Annemarie Mol: Complexities: Social Studies of Knowledge Practices. Durham, Duke University Press, Durham 2002.
- John Law und Evelyn Ruppert: Modes of Knowing: Resources from the Baroque.Mattering Press, Manchester 2016.

Eine Verlinkung zur vollständigen Publikationsliste John Laws befindet sich in den Weblinks.